# 自由党 (リトアニア)
自由党（リトアニア語: Laisvės partija）は、リトアニアの中道政党。自由主義を標榜し、自由経済やLGBTの権利を尊重する立場をとる。

## 歴史
2018年11月初旬にリトアニア共和国自由運動から離党したアウシュリネ・アルモナイテ国会議員やレミギユス・シマシュス・ヴィリニュス市長を中心に、2019年6月1日に結党された。アルモナイテが初代党首に選出された。
2020年リトアニア議会選挙で自由党は、比例で8議席、小選挙区で3議席の計11議席を獲得。選挙後、祖国連合およびリトアニア共和国自由運動と連立内閣を組み、自由党からはアルモナイテ党首が経済イノベーション相として、エヴェリナ・ドブロヴォルスカ議員が法相として、それぞれ入閣した。